# Franka Potente
Franka Potente (* 22. července 1974 Münster, Německo) je německá herečka.

## Život
Pochází ze dvou dětí, dcera učitele a zdravotní asistentky. Její italské příjmení pochází od sicilského prapradědečka, který se přestěhoval do Německa.
V sedmnácti letech byla na výměnném pobytu v Texasu. O dva roky později si jí všiml herecký agent a nastoupila na Otto-Falckenberg Schule v Mnichově a poté na Lee Strasberg Theatre Institute v New Yorku.
Známou se stala především z Tykwerova snímku Lola běží o život. Poté hrála v hollywoodských filmech s Mattem Damonem. Chodila[kam?] také s hercem Elijahem Woodem.

## Filmografie
- Po páté hodině v pralese (1996, Hans-Christian Schmid)
- Lola běží o život (Lola rennt, 1998, Tom Tykwer)
- Jsem hezká? (1998, Doris Dörrie)
- Downhill City (1999)
- Princezna a bojovník (Der Krieger und die Kaiserin, 2000, Tom Tykwer)
- Anatomie (2000, Stefan Ruzowitzky)
- Blow (2001, Ted Demme), s Johnnym Deppem
- All I Want (2002) s Elijahem Woodem
- Agent bez minulosti (The Bourne Identity, 2002, Doug Liman) s Mattem Damonem
- Anatomie 2 (2003, Stefan Ruzowitzky)
- Blueprint (2003, Rolf Schübel)
- Bournův mýtus (The Bourne Supremacy, 2004, Paul Greengrass)
- Metro (Creep, 2004, Christopher Smith)
- Che - Guerilla (Che, 2006)